# Wena profe
Wena profe är en chilensk telenovela som sändes på TVN från 25 september 2017 till 11 maj 2018, med Marcelo Alonso, María Elena Swett och Néstor Cantillana i huvudrollerna.